# Charinus taboa
Charinus taboa es una especie de araña del género Charinus, familia Charinidae. Fue descrita científicamente por Vasconcelos, Giupponi and Ferreira en 2016.
Habita en América del Sur. Los machos miden 6,56-11,12 mm y las hembras 6,02-10,85 mm, el caparazón del macho mide 2,64-4,35 mm de largo por 3,80-5,82 mm y el de las hembras 2,55 a 3,51 mm de largo por 3,33 a 5,24 mm.